# 庫特·布赫林根
庫特·布赫林根（德語：Kurt Bühligen，1917年12月13日—1985年8月11日）是第二次世界大戰期間納粹德國的空軍中校和王牌飛行員。他在西方战线超過700次飛行任務中擊落112架盟軍飛機，包含14架四引擎轟炸機及47架噴火戰鬥機。
1944年3月，布赫林根獲得橡葉騎士鐵十字勳章。同年8月再獲得橡葉帶劍騎士鐵十字勳章。1945年5月，布赫林根被蘇軍俘虜。1949年獲釋。随后布赫林根定居尼达，从事汽车销售工作。1985年8月11日，布赫林根在尼达去世。